# União Nacional de Artistas da Ucrânia
A União Nacional de Artistas da Ucrânia (Спілка художників України; Spilka khudozhnykiv Ukrainy), fundada em 1938, é uma organização criativa pública totalmente ucraniana de artistas profissionais e críticos de arte. Esta associação criativa voluntária é composta por pintores, artistas gráficos, escultores, mestres da arte decorativa e críticos de arte; e tem sede em Kiev, capital da Ucrânia.

## Reconhecimento da União
Em 7 de setembro de 1939, o SSR ucraniano aprovou o Estatuto da União dos Artistas Soviéticos da Ucrânia. A carta definia o estatuto do sindicato como uma organização voluntária que une os trabalhadores das artes plásticas no território da SSR ucraniana (pintores, artistas gráficos, escultores, artistas de teatro, mestres da arte popular), bem como pessoas que realizam pesquisas e trabalhos críticos neste campo reconhecido. Em 1998, a União recebeu o estatuto de "nacional". Por iniciativa do Sindicato Nacional de Artistas da Ucrânia e de outros sindicatos criativos ucranianos, a lei sobre trabalhadores criativos profissionais e sindicatos criativos foi alterada. Por decreto do Presidente da Ucrânia, foi instituído um feriado profissional denominado Dia do Artista, dedicado à arte.

## Ex-presidentes
Aqui está uma lista de todos os presidentes da União desde a sua criação em 1938.
| Presidentes                     | Mandato          |
| ------------------------------- | ---------------- |
| Ivan Vasilyevich Boichenko      | (1938–41)        |
| Oleksandr Sofonovich Pashchenko | (1941–44)        |
| Vasyl Kasiian                   | (1944–49)        |
| Oleksii Shovkunenko             | (1949–51)        |
| Mikhail Ivanovich Khmelko       | (1951–55)        |
| Mykhailo Derehus                | (1955–62)        |
| Vasyl Borodai                   | (1968–82)        |
| Oleksander Skoblykov            | (1982–83)        |
| Oleksandr Lopukhov              | (1983–89)        |
| Volodymyr Chepelyk              | (eleito em 1990) |